# Violet Archer
Violet Louise Archer opr. Violet Balestreri (CM) (født 24. april 1913 i Montreal - død 21. februar 2000 i Ottawa, Canada) var en canadisk komponist, pianist, organist, slagtøjsspiller, lærer, klarinetist og violinist .
Archer studerede komposition, klaver og percussion på McGill Universtiy hos bl.a. Douglas Clarke, og tog herefter til New York, hvor hun studerede komposition hos Bela Bartok, som introducerede hende for ungarsk folkemusik. Hun studerede også komposition hos Paul Hindemith på Yale (1940). Archer underviste som lærer i komposition på McGills Musikkonservatorium (1944-1947).
Hun var også ansat som percussionist hos Det Kvindelige Symfoniorkester i Montreal. Archer har skrevet 2 symfonier, orkesterværker, kammermusik, korværker, hymner, koncertmusik, salmer, sange, symfoniske digtninge etc. Hun spillede også klarinet og violin som bi-instrumenter.

## Udvalgte værker
- Symfoni nr. 1 (1946) - for orkester
- Sinfonia (Symfoni nr. 2) (1969) - for orkester
- Sinfonietta (1968) - for orkester
- Symfonisk suite (1939) - for orkester
- Klaverkoncert (1956) - for klaver og orkester
- "En Lovsang" (1990) - for kor